# KRTO (Rialto)
KRTO é uma emissora de televisão americana de acesso público com sede em Rialto, Califórnia. Opera no canal 3 da operadora de televisão a cabo Time Warner Cable.